# Jostein Wilmann
Jostein Wilmann (Viggja, 15 de julio de 1953) es un exciclista noruego, que fue profesional entre 1980 y 1983. Sus principales éxitos deportivos fueron la victoria en el Tour de Romandía y la Semana Catalana de 1982 y como amateur sus victorias en al Vuelta a Austria en 1978 y en el Tour de Rhénanie-Palatinat en 1979.
Su 14.ª posición final en el Tour de Francia de 1980 es la mejor conseguida hasta el momento por un ciclista noruego en la ronda gala.

## Palmarés
1978
- Vuelta a Austria, más 1 etapa

1979
- Vuelta a Renania-Palatinado
- 3.º en el Campeonato del mundo en contrarreloj por equipos

1980
- G. P. Union Dortmund

1982
- Tour de Romandía, más 1 etapa
- Semana Catalana
- 1 etapa de la Vuelta a Alemania

### Resultados alTour de Francia
- 1980: 14.º de la clasificación general
- 1981: 34.º de la clasificación general
- 1982: Abandona en la 17.º etapa

### Resultados en elGiro de Italia
- 1983: 13.º de la clasificación general

## Equipos
- Puch-Sem (1980)
- Capri Sonne (1981-1982)
- Eorotex-Magniflex (1983)